# Antocha (Orimargula) tanycera
Antocha (Orimargula) tanycera is een tweevleugelige uit de familie steltmuggen (Limoniidae). De soort komt voor in het Afrotropisch gebied.